# Alsó-Kecske-hegy
Az Alsó-Kecske-hegy a Budai-hegység egyik magaslata Budapest belterületén, közelebbről a Hármashatár-hegy tömbjében, a 495 méter magas főcsúcs egyik déli előhegye. Legmagasabb pontja, mely 397 méteres magasságban helyezkedik el, a II. kerületben, Szépvölgy városrész területén található, lejtőinek egy része a III. kerület felé fut le.

## Leírás
A Hármashatár-hegy főtömegéhez hasonlóan felső triász kori fődolomitból épül fel, felszínét nummuliteszes mészkő és bryozás márga fedi. Lejtőit elegyes erdő borítja, melyben a telepített fenyves részaránya lassan csökken.

## Fekvése
Észak felől magasabb „testvére”, a 443 méter magas Felső-Kecske-hegy határolja, északkeleti szomszédja pedig a vele egyetlen méter híján azonos magasságú Tábor-hegy, amitől a kerülethatárként is funkcionáló Hármashatárhegyi út határolja el. Déli lejtői a Felső-Szép-völgyi-medence irányába futnak le, egyre nagyobb arányban épülnek be.
A hegy délkeleti lábánál található a nagy múltú – 1935-ben alapított – Fenyőgyöngye Vendéglő.

## Megközelítése
Budapesti közösségi közlekedéssel a 65-ös busszal közelíthető meg a legegyszerűbben, amely a Kolosy tértől indul, és felső végállomása a Fenyőgyöngye vendéglőnél található (2014 óta, igény esetén még három megállónyit halad fölfelé, a Szépvölgyi dűlőnél kialakított végállomásig).
A Hármashatár-hegy és a Látó-hegy térségének számos túraútvonala ugyancsak érinti az Alsó-Kecske-hegy környezetét.